# Solifugae
I solifugi (Solifugae Sundevall, 1833) sono un ordine di aracnidi.

## Descrizione
Aracnidi di dimensioni medie, con casi eccezionali di esemplari misuranti 12–15 cm di diametro. Hanno corpo marcatamente diviso in prosoma e opistosoma segmentato. Presenti pedipalpi molto lunghi, grandi cheliceri e quattro paia di arti deambulatori. Carattere più eclatante sono i cheliceri estremamente grandi in rapporto alle dimensioni corporee. Predatori attivi, usano i cheliceri per ghermire e stritolare la preda producendo un caratteristico scricchiolio.

## Biologia
Animali adattati alle regioni aride e sabbiose, sono abili scavatori che si rintanano per il riposo, la digestione, per le mute o per l'ibernazione. Sono i più veloci del loro ordine di aracnidi e vivono nelle zone d'ombra (da cui il nome, "che fugge il sole"). Il loro morso è doloroso ma non sono velenosi. Possono raggiungere i 15 cm di diametro in alcuni casi, anche se sul loro conto si sono diffuse svariate leggende metropolitane che li dipingono ben più grandi e molto pericolosi per l'uomo.

## Distribuzione e habitat
Comprendono circa 1000 specie divise in 12 famiglie e circa 140 generi. Presenti soprattutto nelle zone aride delle Americhe, dell'Africa e dell'Asia, sono pochissime le specie europee o mediterranee.
In Italia è presente solamente una specie, appartenente al genere Biton (Daesiidae), Biton velox, sull'isola di Lampedusa.

## Tassonomia
L'ordine dei Solifugi comprende 12 famiglie:
- Ammotrechidae
- Ceromidae
- Daesiidae
- Eremobatidae
- Galeodidae
- Gylippidae
- Hexisopodidae
- Karschiidae
- Melanoblossidae
- Mummuciidae
- Rhagodidae
- Solpugidae

## Galleria d'immagini

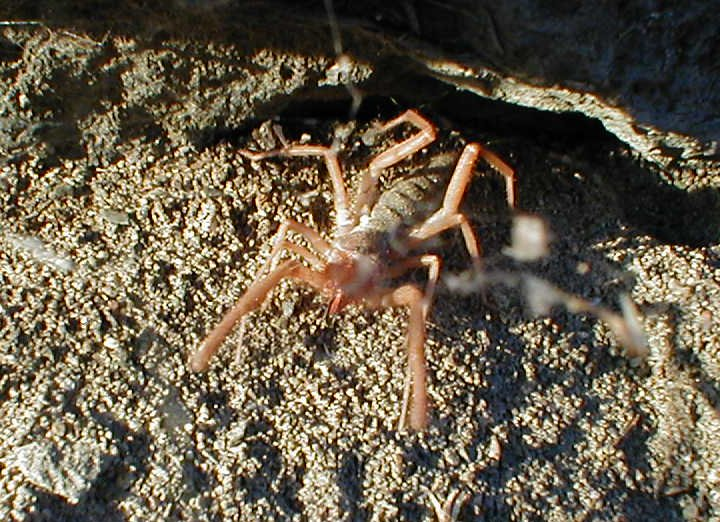
Solifugo
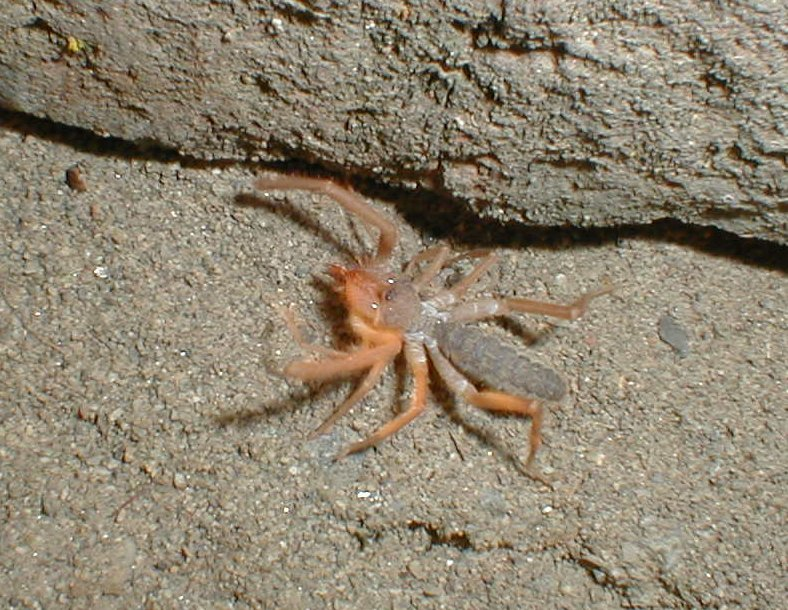
Solifugo
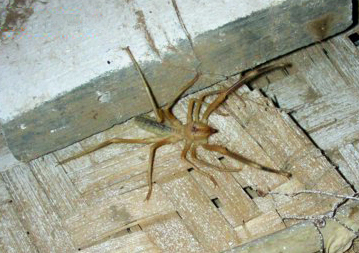
Rajasthan (India)
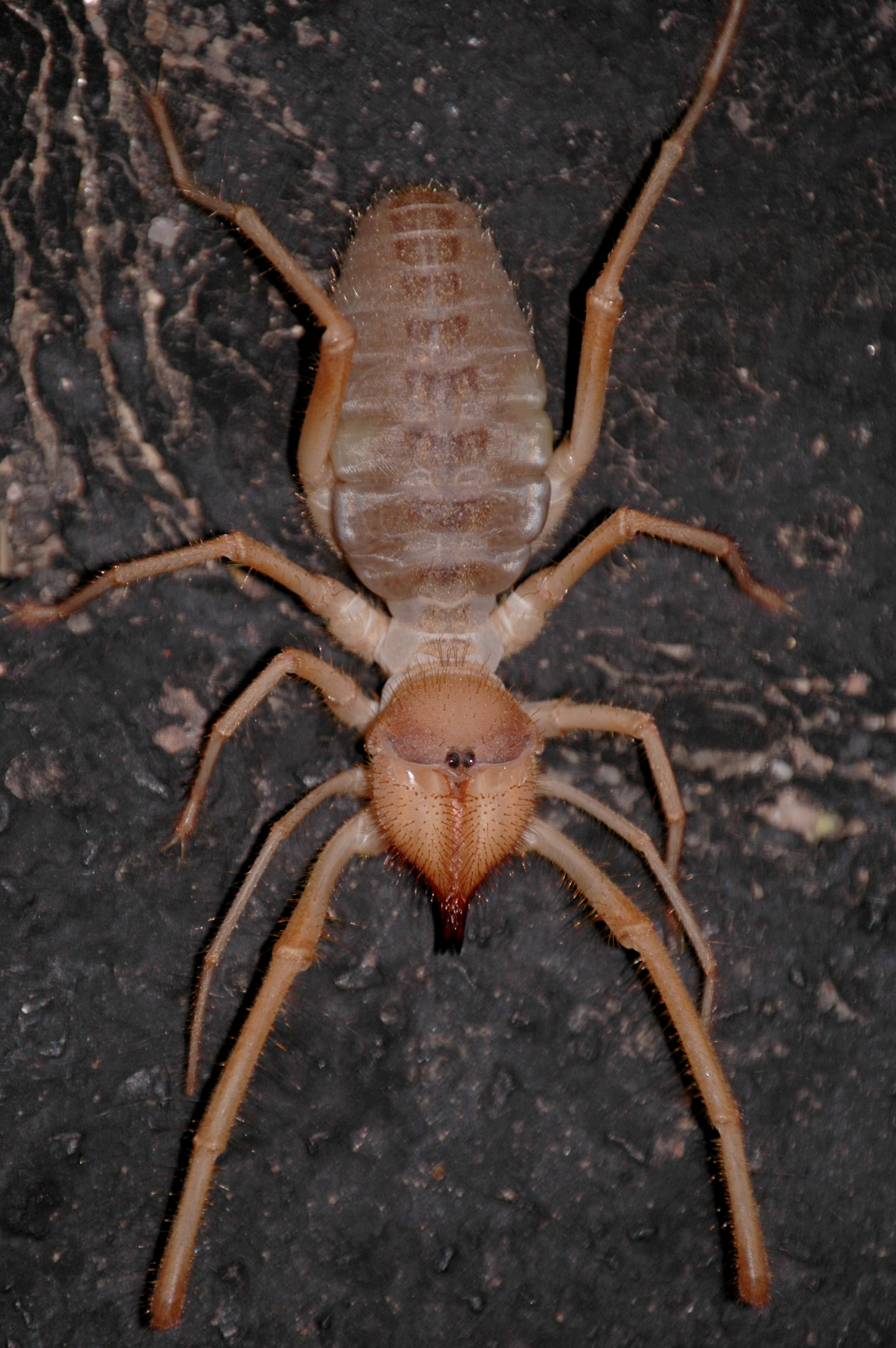
Quasi 8 cm, Mesa, Arizona
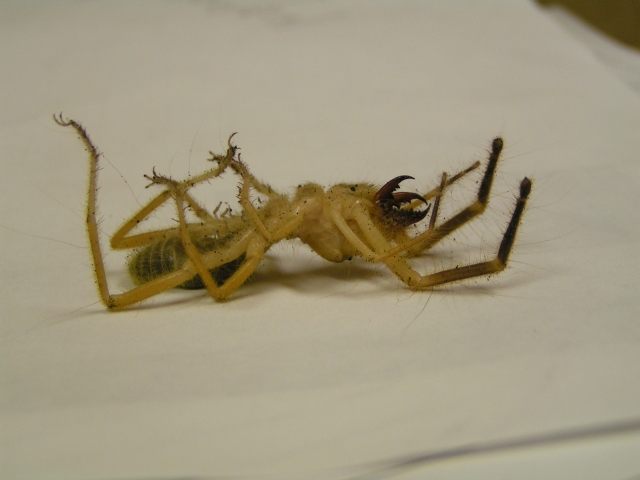
Circa 7,5 cm con le zampe
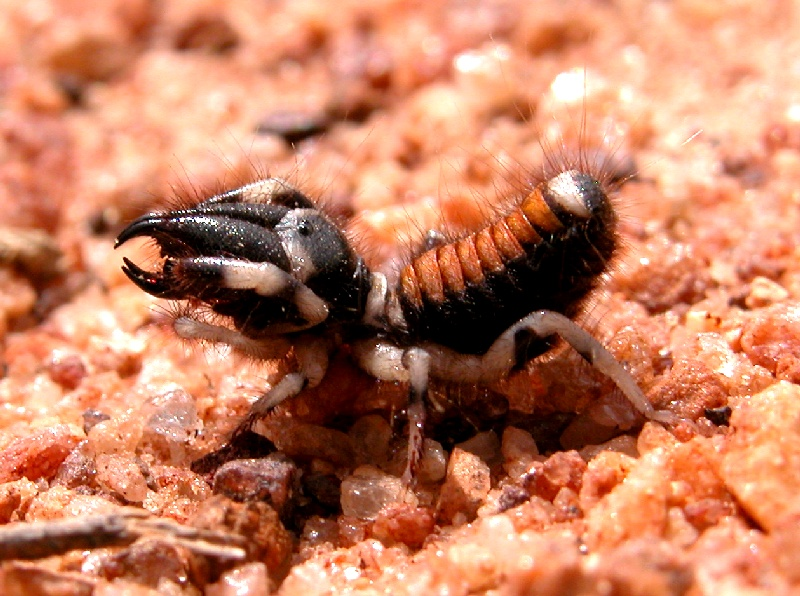
Un piccolo solifugo a Bangalore, India
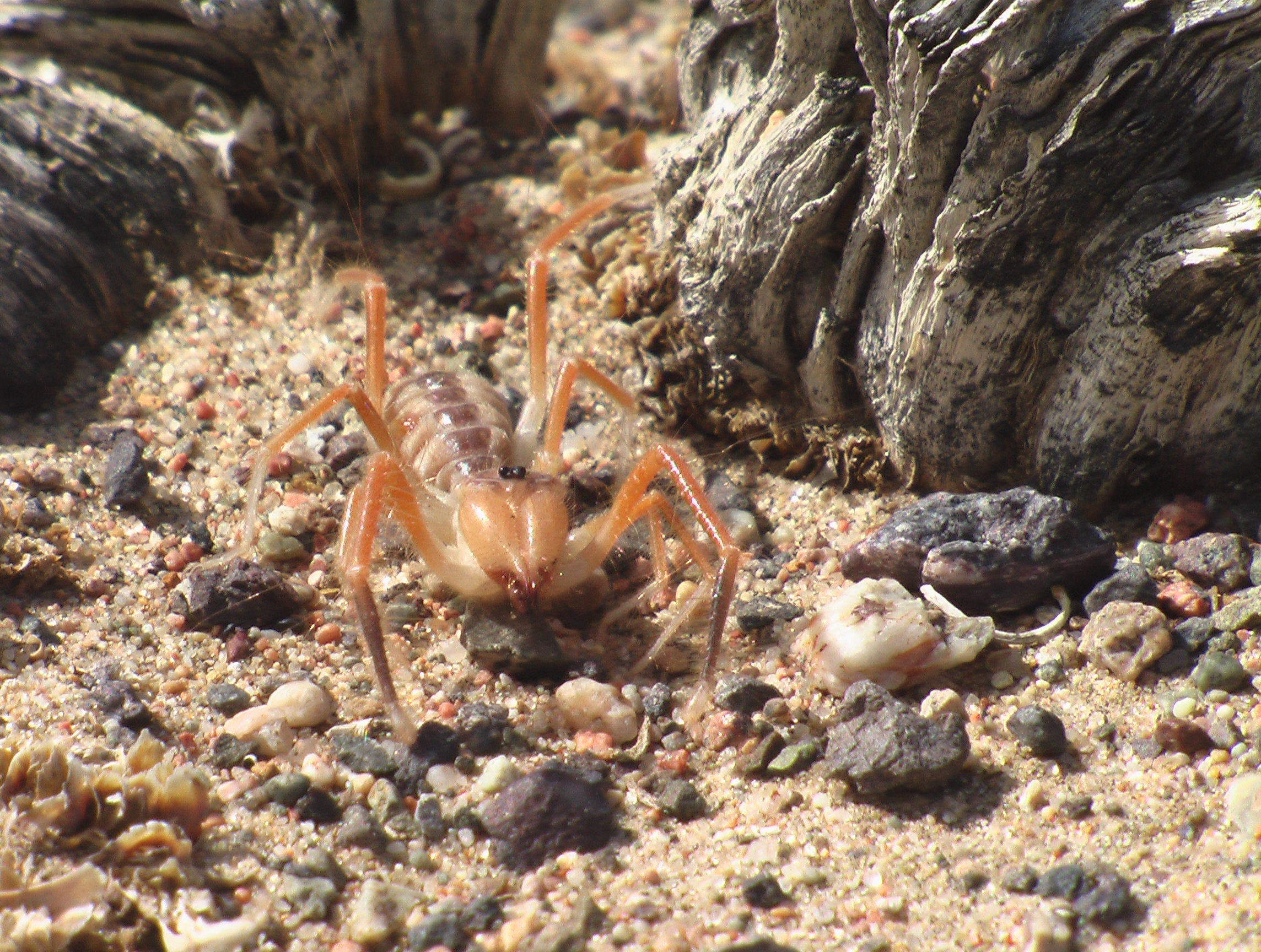
Deserto del Gobi, Mongolia